# 伊勢カントリークラブ
伊勢カントリークラブ（いせカントリークラブ）は、三重県度会郡玉城町 にあるゴルフ場である。

## 概要
1961年（昭和36年）、三重県では「四日市カンツリー倶楽部」（1959年（昭和34年）開場、設計・上田治）、「三重カンツリークラブ」（1960年（昭和35年）開場、設計・保田与天）、「嬉野カントリークラブ」（1952年（昭和27年）開場、2015年（平成27年）閉鎖）が相次いで開場した。
いずれも北勢地区に集中しており、南勢地区には「志摩カントリー倶楽部」（1955年（昭和30年）、設計・大谷光明）のみであった。伊勢商工会議所が中心になって「南勢地区は、伊勢神宮、伊勢志摩国立公園を抱えて、ゴルフ場はもっと必要との声が高まった。その中心にいたのが、伊勢商工会議所の会頭の村田仙右衛門だった。
ゴルフ場建設用地は、ゴルフ界の重鎮である佐々部晩穂に紹介された3カ所の候補地だった。設計を依頼された井上誠一が選んだのは、伊勢湾を見渡すことが出来、取神山を背後にした、参宮国道沿いのゆるやかな起伏の丘陵地だった。
井上誠一は、コースは打ち上げ、打ち下ろし尾根通り、谷通り、森のコース、池のコースなど応接に暇もないといった感じになるでしょうと、立地条件の全てを満たした素晴らしい場所であると期待を込めた。
1965年（昭和40年）10月10日、18ホールが完成、開場された。グリーンは、高麗芝とベント芝の2面グリーンで、新たな試みとして両グリーンとも総ヤーデージを揃えている。後に、井上誠一は、「レイアウトには苦労を払いました」といった。

## 所在地
〒519-0401 三重県度会郡玉城町世古1362番地 

## コース情報
- 開場日 - 1965年10月10日
- 設計者 - 井上 誠一
- 面積 - 990,000m2（約29.9万坪）
- コースタイプ - 丘陵コース
- コース - 18ホールズ、パー72、7,002ヤード、コースレート ベント73.6、コウライ73.4
- フェアウェー - コウライ
- ラフ - ノシバ
- グリーン - 2グリーン、ベント、コウライ
- ハザード - バンカー83、池が絡むホール5
- ラウンドスタイル - キャディ・セルフ選択可、全組キャディ付乗用カート、１組4人が原則、状況によりツーサムも可
- 練習場 - 17打席230ヤード
- 休場日 - 無休 [2][3]

## クラブ情報
- ハウス面積 - 2,200m2（約665.5坪）
- ハウス設計 - 大成建設株式会社
- ハウス施工 - 大成建設株式会社[2][3]

## ギャラリー
- コース - 「伊勢カントリークラブ」、コース案内、2021年3月21日閲覧
- ハウス - 「伊勢カントリークラブ」、施設案内、2021年3月21日閲覧

## 交通アクセス
- 鉄道 - 近鉄山田線・JR東海（紀勢本線・名松線） - 松阪駅より タクシー利用約20分[4]
- 道路 - 伊勢自動車道 - 玉城ICより 約6km[4]

## エピソード
- 伊勢市は、以前は宇治山田市だった、伊勢大神宮の神領だった地域である宇治山田市住民を今でも「神領民」といわれている[5]。
- 経営母体の「伊勢観光開発株式会社」は、創設時は社長（理事長）・村田仙右衛門に取締役14名の大半が伊勢商工会議所の会員だった[5]。
- 観光玄関口の伊勢川崎は、江戸時代から熱田川の水運を利用ての問屋街として発展、宇治、山田地区の台所として栄えた[5]。

## 関連文献
- 『ゴルフ場ガイド 西版』、2006-2007、「伊勢カントリークラブ」、東京 ゴルフダイジェスト社、2006年5月、2021年3月21日閲覧
- 『美しい日本のゴルフコース BEAUTIFUL GOLF CULTURE IN JAPAN 日本のゴルフ110年記念 ゴルフは日本の新しい伝統文化である』、ゴルフダイジェスト社「美しい日本のゴルフコース」編纂委員会編、「観光地伊勢、志摩にふさわしいゴルフ場をめざして伊勢商工会議所が動いた」、東京 ゴルフダイジェスト社、2013年12月、2021年3月21日閲覧
- 『ゴルフ場セミナー』、「Course Report (VOL.206)　伊勢カントリークラブ　(三重県) 会員主導のクラブ運営と来場動機を高める工夫を」、東京 ゴルフダイジェスト社、2016年1月、2021年3月21日閲覧